# Jacques Boxberger
Jacques Boxberger (Francia, 16 de abril de 1949-9 de agosto de 2001) fue un atleta francés especializado en la prueba de 1500 m, en la que consiguió ser campeón europeo en pista cubierta en 1972.

## Carrera deportiva
En el Campeonato Europeo de Atletismo en Pista Cubierta de 1972 ganó la medalla de oro en los 1500 metros, con un tiempo de 3:45.66 segundos, por delante del griego Spylios Zacharopoulos  y del alemán Jürgen May. Terminó tercero en los Campeonatos del Mundo de atletismo a campo traviesa por equipos en 1976. Representó a Francia en los Juegos Olímpicos de 1968, 1972, 1976 y 1984, quedando sexto en los 1500 m de 1968. Ganó la Maratón de París en 1983 y 1985 y el Maratón de Marrakech de 1987.

## Muerte
En agosto de 2001, Boxberger se encontraba de vacaciones en Kenia con su familia. Mientras intentaba filmar un elefante durante un safari, el animal lo agarró con la trompa, lo arrojó contra un árbol y lo pisoteó hasta la muerte.